# Kanones-Sammlung
Eine Kanones-Sammlung (auch Kirchenrechts- oder kanonistische Sammlung) ist eine Zusammenstellung von Kanones, d. h. kirchlichen Einzelnormen. Vor dem Inkrafttreten des Codex Iuris Canonici von 1917 war die Aufnahme in eine Kanones-Sammlung der entscheidende Schritt, um Einzelnormen zu verbreiten und ihnen Rechtswirksamkeit zu verschaffen. Vor allem im Früh- und Hochmittelalter bestand „das Kirchenrecht“ in der Praxis aus jenen Normen, die in den (meist wenigen) lokal verfügbaren Sammlungen zu finden waren. Sehr viele Konzilskanones und Dekretalen vor allem des ersten Jahrtausends sind ausschließlich in kanonistischen Sammlungen überliefert.

## Begriff
Kanones-Sammlungen stellen unterschiedliche kirchliche Vorschriften zusammen, in der Spätantike zunächst vor allem Auszüge aus Kirchenordnungen, bischöflichen Schreiben und Beschlüssen von Konzilien, später auch Dekretalen. Als κανόνες (kanónes; Singular κανών / kanón) wurden seit dem 4. Jahrhundert einzelne Konzilsbeschlüsse bezeichnet, zugleich meinte κανών in der Alten Kirche auch die Gesamtheit der dogmatischen und disziplinarischen Bestimmungen.
Auch in griechischen und lateinischen Werktiteln wurde Kanon seit der Spätantike üblich, um kirchliche Vorschriften zu bezeichnen (z. B. die Canones Apostolorum, die Concordia canonum des Cresconius oder die Συναγωγή κανόνων des Johannes Scholastikos). Der Begriff „Kanones-Sammlung“ entspricht zudem den sehr vielfältigen und nicht nur juristischen (sondern z. B. auch liturgischen und dogmatischen) Inhalten der Sammlungen besser als Bezeichnungen wie „Kirchenrechtssammlung“.

## Themen, Rechtsquellen und Präsentation der Texte
Die Sammlungen können alle Themen behandeln, zu denen es kirchliche Regeln gab, insbesondere liturgische, dogmatische und disziplinarische Aspekte des kirchlichen Lebens. Wichtige Themenbereiche sind unter anderem Wahl und Weihe von Bischöfen, Vorschriften über die Ehe und/oder die sexuelle Enthaltsamkeit des Klerus, die Verwaltung des kirchlichen Besitzes, die Liturgie, die Lehre von den Sakramenten, eherechtliche Bestimmungen, die Buße und das Verfahrensrecht. Im Laufe des Mittelalters verschob sich der Schwerpunkt dabei hin zu den kirchenrechtlichen Inhalten im engeren Sinne, d. h. Konzilsbeschlüsse und Dekretalen zu rechtlichen Themen, während Fragen zur Liturgie, zum Verständnis der Sakramente und zur Buße in jeweils eigenen (theologischen) Werken behandelt wurden.
Der Vielfalt der Themen entspricht die Vielfalt der Rechtsquellen, die in den Sammlungen Verwendung finden konnte. In den frühesten Sammlungen spielen Kanones, die sich (zu Recht oder nicht) auf die Autorität der Apostel berufen, eine besondere Rolle, sowie die Beschlüsse der ökumenischen Konzilien; dazu kommen Dekretalen, die schon in der ausgehenden Spätantike als von gleicher Rechtskraft wie die Konzilsbeschlüsse galten und im Spätmittelalter die mit Abstand wichtigste Rechtsquelle wurden. Zusätzlich können kanonistische Sammlungen auch Auszüge aus der Bibel, Normen des weltlichen Rechts sowie historische und exegetische Texte enthalten.
Die Sammlungen präsentieren oft nur kurze Auszüge aus den genannten Rechtsquellen. In vielen Sammlungen sind die Kanones mit Rubriken versehen, die knapp den wichtigsten Inhalt zusammenfassen. Sogenannte Inskriptionen über oder neben dem Haupttext eines Kanon geben die (angebliche) Quelle an, z. B. den Namen eines Konzils und die Nummer des jeweiligen Kanons im Falle von Konzilsbeschlüssen oder den Namen des Papstes und des Empfängers seines Schreibens im Falle von Dekretalen. Nur wenige Sammlungen vor dem Decretum Gratiani enthalten Kommentare. Außer den Kanones enthalten die Sammlungen manchmal noch ein oder mehrere Vorworte, ein Inhaltsverzeichnis (capitulatio genannt) und gelegentlich noch anderes Material. Gerade kleinere Sammlungen werden oft als Sammelhandschriften gemeinsam mit anderen juristischen, theologischen oder anderen Schriften überliefert.
Der Wortlaut einzelner Kanones kann von Sammlung zu Sammlung (und in geringerem Maße von Handschrift zu Handschrift) variieren, entweder aufgrund von Schreiberfehlern oder aufgrund bewusster Texteingriffe. Davon kann auch der rechtliche Gehalt der Kanones betroffen sein und sich im Extremfall in sein Gegenteil verkehren.

## Entstehung, Verbreitung, Verwendung
Kanones-Sammlungen entstanden oft dezentral und erreichten teils nur lokale und zeitlich befristete Wirkung, teilweise aber wurden sie auch in großen Gebieten und über lange Zeiträume hinweg genutzt. Beispiele sehr weit verbreiteter Sammlungen sind die Collectio Dionysio-Hadriana, das Decretum Gratiani und der Liber extra, die in ganz Westeuropa jeweils mehrere Jahrhunderte lang verbreitet waren. Seit dem 12. und 13. Jahrhundert haben Päpste gezielt die Kompilation von Sammlungen angeregt und ihre Nutzung im akademischen Unterricht und in der gerichtlichen Praxis reglementiert.
Die meisten vorgratianischen (d. h. vor dem Decretum Gratiani entstandenen) Sammlungen sind anonyme Werke, viele haben auch keinen Titel (nur Notnamen). Soweit ihre Entstehung näher bekannt ist, wurden viele durch Bischöfe oder in ihrem Auftrag angelegt. Bischöfe waren vor allem vor Entstehung der Universitäten auch ein wichtiger Adressatenkreis der Sammlungen, weil sie als Lehrer und Richter das kirchliche Recht kennen mussten. Ab dem 12. und vor allem dem 13. Jahrhundert ging die Initiative zunehmend vom Papst aus, die Durchführung lag zunehmend in den Händen akademisch gebildeter Juristen, und die Kanonisten an den Universitäten waren auch für die Auslegung der in den Sammlungen enthaltenen Einzelnormen zuständig. Ein frühes Beispiel ist der Liber extra, der 1234 im Auftrag des Papstes erstellt und von diesem an die Universitäten von Bologna und Paris übersandt wurde. Die kirchliche Gerichtsbarkeit differenzierte sich im Lauf des Mittelalters aus, neben (und teilweise anstatt) den Bischöfen waren es bischöfliche Offiziale, päpstliche Legaten, Kardinäle, kuriale Behörden und Gerichte (wie die Rota) sowie die dortigen Prokuratoren und Notare, die sich besonders mit der praktischen Anwendung des Kirchenrechts auskennen mussten.

## Unterschiedliche Arten von Sammlungen
Sammlungen, die Abschnitte zu einzelnen Konzilien und solche mit Dekretalen jeweils in zeitlicher Reihenfolge anordnen, nennt man „chronologisch geordnet“ im Gegensatz zu sogenannten „systematischen“ Sammlungen, die das Material mehr oder minder nach Rechtsmaterien anordnen. Viele Sammlungen folgen aber weder der einen noch der anderen Ordnung, sondern jeweils abschnittsweise der Anordnung der jeweiligen Vorlagen. Ist gar kein Ordnungsprinzip erkennbar, spricht die Forschung manchmal von „Farrago“ (lat. für „Mischmasch“).
Typische chronologisch geordnete Sammlungen sind die Dionysiana und die Pseudo-Isidorischen Fälschungen, bekannte systematische Sammlungen sind der Liber decretorum des Burchard von Worms und viele Dekretalensammlungen des 12. und 13. Jahrhunderts wie der Liber extra. Auch Mischungen kommen vor (z. B. die Collectio Tripartita).
Der Umfang der Sammlungen kann von einigen Dutzend bis mehreren tausend Einzelnormen reichen. Größere Sammlungen sind oft in Bücher eingeteilt, die ihrerseits in Abschnitte und teils noch einmal in Unterabschnitte eingeteilt jeweils mit eigenen Titeln sein können; die kleinste Einheit ist meist der einzelne Kanon, der oft auch als Kapitel (capitulum) bezeichnet wird.
Sammlungen, die ausschließlich oder zumindest überwiegend Dekretalen enthalten sind, heißen „Dekretalensammlungen“; eine Sonderform sind Dekretalenanhänge, die als Anhang älterer Sammlungen überliefert sind. Die frühesten Dekretalensammlungen sind oft chronologisch, die spätmittelalterlichen oft systematisch geordnet. Bernhard von Pavia war der erste, der eine Dekretalensammlung in fünf Bücher zu den Themen kirchliches Verfassungsrecht (Stichwort iudex), römisch-kanonischer Prozess (iudicium), das Recht des Klerus (clerus), Eherecht (connubium) und Strafrecht (crimen) einteilte, ein Schema, das von vielen Kompilatoren übernommen wurde und das Corpus Iuris Canonici bis in die Neuzeit prägte.
Die vormodernen Sammlungen des Kirchenrechts werden „Kompilationen“ oder eben „Sammlungen“ genannt im Gegensatz zu Kodifikationen wie dem Codex Iuris Canonici. Einige von ihnen gelten als Gesetzbücher in dem Sinne, dass die enthaltenen Einzelnormen aufgrund ihrer Aufnahme in die Sammlung und mit deren Promulgation Geltungskraft erlangten; für andere ist dies in der Forschung umstritten. Bis 1917 blieb das Kirchenrecht davon geprägt, dass viele Rechtsnormen Geltung hatten, die nie in ein kirchliches Gesetzbuch aufgenommen worden waren, und auch wichtige Rechtsquellen wie das Decretum Gratiani wurden nie promulgiert.

## Geschichte

### Vorgratianische Sammlungen (5.–12. Jahrhundert)

#### Spätantike
Die frühesten Sammlungen von kirchlichen Normen (außer der Bibel) waren Gemeindeordnungen wie die wohl aus Syrien stammende Didache aus dem ersten oder zweiten Jahrhundert oder die Didascalia und die Traditio Apostolica, die beide im frühen dritten Jahrhundert entstanden und in verschiedenen Übersetzungen (Griechisch, Altsyrisch, Koptisch usw.) Verbreitung im Mittelmeerraum und darüber hinaus fanden. Ihre Bestimmungen gingen auch in Sammlungen wie die Constitutiones Apostolorum und die Canones Apostolorum, die im vierten oder fünften Jahrhundert ebenfalls in Syrien entstanden. Dazu kamen als Rechtsquellen (pseudo-)apostolische Briefe, bischöfliche Lehrschreiben und die Beschlüsse von Konzilien (vor allem der ökumenischen Konzilien) und später Dekretalen. Erste Sammlungen von Kanones mehrerer Konzilien entstanden im griechischen Raum schon im vierten Jahrhundert. Ab dem fünften Jahrhundert entstanden auch im lateinischen Westen (zuerst in Rom und Nordafrika) größere Sammlungen von Kanones. Ausgangspunkt waren Übersetzungen griechischer Konzilskanones, zum Beispiel durch Dionysius Exiguus, erweitert um andere Normen. Die Sammlungen dienten sowohl der Verbreitung der enthaltenen Beschlüsse als auch der Auswahl aus der wachsenden Zahl an Vorschriften, die untereinander teilweise im Widerspruch standen.

#### Frühmittelalter (6. bis 9. Jahrhundert)
Im frühen und hohen Mittelalter war die Kompilation von Sammlungen das wichtigste Mittel der Rechtsfortbildung neben Konzilbeschlüssen, Dekretalen und Fälschungen (wie z. B. Pseudoisidor). Die vorgratianischen Sammlungen stellten einerseits das vorhandene Material immer wieder anders zusammen und nahmen andererseits Rechtsquellen auf, die in dem Sinne „neu“ waren, dass sie in den früheren Sammlungen noch nicht enthalten waren. Dazu gehörten die angeblich sehr alten Falschen Dekretalen, die teils im 10., vor allem aber im 11. Jahrhundert in Sammlungen integriert wurden, das römische Recht sowie tatsächlich „neues“ Recht in Form von Konzilsbeschlüssen und Dekretalen aus der jüngeren Vergangenheit. Durch Auswahl, Anordnung sowie teilweise durch Texteingriffe (Kürzungen, Verfälschungen) und seltener Kommentare wurde dabei auch neues Recht geschaffen.
Die ersten in der Westkirche verbreiteten Kanones-Sammlung waren die Dionysiana, die von Dionysus Exiguus um 500 in Rom zusammengestellt wurde, und die ungefähr zeitgleich entstandene Quesnelliana. Im sechsten Jahrhundert entstand wahrscheinlich in Nordafrika die Concordia canonum des Cresconius, eine systematisch geordnete Sammlung. In Spanien wurde die sehr umfangreiche und zugleich klar geordnete Hispana kompiliert, von der es zahlreiche Versionen gab und die auf viele weitere Sammlungen wirkte. Auf den britischen Inseln entstanden im Frühmittelalter zahlreiche Bußbücher, deren Bestimmungen nach und nach in viele Kanones-Sammlungen aufgenommen wurden. Die wichtigste Sammlung aus Irland ist die um 700 entstandene Hibernensis, die systematisch aufgebaut ist und dem Problem der vermeintlichen oder tatsächlichen Widersprüche zwischen den Kanones besondere Aufmerksamkeit schenkt. Auffällig ist hier der hohen Anteil biblischer und patristischer Texte. Die älteste systematische Sammlung aus dem fränkischen Gallien ist Mitte des achten Jahrhunderts entstanden und als Collectio Vetus Gallica bekannt. Inhaltlich widmet sie sich insbesondere den Fragen der kirchlichen Hierarchie.
In Nordwesteuropa wurde das Kirchenrecht für die Karolingischen Reformen wichtig. In der Karolingerzeit entstanden zahlreiche Abschriften älterer Sammlungen (u. a. der Hibernensis und der Vetus Gallica). Papst Hadrian I. übersandte Karl dem Großen eine Überarbeitung der Dionysiana, die als Dionysio-Hadriana bekannt ist. Die Karolinger sorgten für ihre weite Verbreitung, um vor allem die kirchliche Disziplin in ihrem Herrschaftsbereich zu vereinheitlichen. Im gleichen Kontext wurden die traditionellen Bußbücher teilweise als unzuverlässig oder unbrauchbar abgelehnt, aber neue Sammlungen mit Bußvorschriften angelegt, so zum Beispiel der Quadripartitus. Eine langfristig sehr wichtige Gruppe von Sammlungen waren die verschiedenen Produkte einer Fälschergruppe, die kollektiv als Pseudoisidor bekannt sind.
Sie kombinierten in der Mitte des 9. Jahrhunderts echte, gefälschte und verfälschte Kanones in mehreren, eng miteinander verwobenen Sammlungen. Ein Ziel der Fälschungen war die Stärkung der Autorität der Bischöfe, wofür die Fälscher unter anderem eine Reihe prozessrechtlicher Normen fälschten (die eine Anklage von Bischöfen sehr stark erschwerten) sowie Kanones, die die Rolle der Metropoliten und der Chorbischöfe einschränkten. Außerdem betonten sie die Vorrechte des Papsttums, besonders soweit diese zugleich einen Schutz von Bischöfen bedeuteten (z. B. im Fall des Appellationsrechts angeklagter Bischöfe). Die italienische Collectio Anselmo dedicata vom Ende des 9. Jahrhunderts war die erste größere Sammlung, die die Falschen Dekretalen Pseudoisidors mit anderem Rechtsquellen (vor allem Briefen Gregors des Großen und Auszügen aus dem römischen Kaiserrecht) kombinierte.

#### Hochmittelalter (10. bis 12. Jahrhundert)
Im zehnten Jahrhundert entstanden in Westeuropa relativ wenige neue Sammlungen, wohl aber Abschriften und Überarbeitungen älterer Werke. Eine intensivere Produktion neuer Sammlungen begann erst wieder mit dem Liber decretorum des Burchard von Worms, einer systematisch geordneten Sammlung, die beinahe alle Bereiche des kirchlichen Lebens abdeckte und einen hohen Nutzwert sowohl in der Verwaltung der Kirche als auch für pastorale Zwecke hatte. Viele Vorschriften, die Burchard aufnahm, waren geeignet, die Position von Ortsbischöfen gegenüber Metropoliten, aber auch dem König oder Klöstern zu stärken. Wichtig waren die Bußvorschriften, die Burchard massenhaft aufnahm und durch gelegentliche Texteingriffe untereinander harmonisierte. Ein eigenes Buch ist den Eheverboten gewidmet, die ausweislich des Liber decretorum bis in den siebten Grad der Verwandtschaft reichten (d. h. allen Nachkommen gemeinsamer Urururururgroßeltern die Ehe miteinander verboten). Im Lauf des 11. Jahrhunderts entstanden viele neue Sammlungen, darunter auch eine Reihe von monastischen Sammlungen, die vor allem die Rechte einerseits einzelner monastischer Gemeinschaften, andererseits des Mönchstandes insgesamt hervorhoben und dafür mehrfach Fälschungen ins Kirchenrecht einführten.
Ende des 11. Jahrhunderts entstand in kurzer Folge eine sehr große Zahl neuer Sammlungen, Indiz für die zunehmende Verrechtlichung vieler Bereiche des kirchlichen Lebens, die Verfügbarkeit „neuer“ Rechtsquellen und eine aktivere Rolle der römischen Kurie in Rechtsfragen. Die wichtigsten Zentren waren Nordfrankreich, Norditalien, Rom und mit einigem Abstand Aquitanien. Die Anfang der 1090er Jahre entstandene Britannica hat besondere Bedeutung, weil sie eine große Zahl von vorher unbekannten echten Papstbriefen, darunter sehr altes (Briefe von Pelagius I. und Gelasius I.) ebenso wie sehr junges (Auszüge aus dem Register Urbans II.), vor allem aber sehr seltenes Material enthält, darunter Auszüge aus den Digesten. Ivo von Chartres kompilierte kurz darauf eine sehr umfangreiche Sammlung (Decretum genannt), die beinahe alle Kanones des Liber decretorum Burchards enthielt und zusätzlich ungefähr noch einmal so viel Material, unter anderem aus der Britannica und Teil A der Tripartita. In einem sehr weit verbreiteten Vorwort diskutierte Ivo dabei ausführlich, wie kirchliche Richter mit (scheinbar) widersprüchlichen Kanones umgehen sollten und plädierte für eine pastorale Anwendung der Kanones, die stark auf den Einzelfall und das Seelenheil der jeweiligen Sünder ausgerichtet sein sollte. Von den zahlreichen Kurzfassungen des Decretum hat die anonyme Panormia besondere Bedeutung, weil sie sowohl in Frankreich als auch in Italien und darüber hinaus sehr weit verbreitet war; insbesondere wurde sie an den damals im Entstehen begriffenen Universitäten von Paris und Bologna verwendet. In Norditalien und Rom entstanden um 1100 mehrere Sammlungen im Umfeld von Gregor VII., die inhaltlich allerdings recht verschieden ausfallen. Dazu gehören die die Collectio canonum des Deusdedit, die Collectio canonum des Anselm von Lucca und der Liber de vita christiana des Bonizo von Sutri; alle drei Kleriker hatten Kontakt zu Gregor und seinem Umfeld und nahmen aktuelle Themen wie Simonie, Reform der Papstwahlen, Reordinationen von Priestern, Rechtfertigung von Zwangsmitteln in Glaubensfragen (bellum iustum) und die Rechte der römischen Kirche auf. Mehrere dieser um 1100 entstandenen Sammlungen (vor allem die Tripartita, die Panormia und die Sammlungen Deusdedits und Anselms) blieben indirekt sehr lange wirksam, weil sie selbst von Kompilatoren späterer Sammlungen benutzt wurden. Hingegen blieben die um 1100 vor allem im aquitanischen Raum entstandenen Sammlungen wie die Collectio Tarraconensis in ihrer Wirkung weitgehend auf das heutige Westfrankreich, Nordspanien und Südfrankreich begrenzt; diese Sammlungen sind aber kirchenhistorisch wichtige Quellen, weil sie (anders als die meisten italienischen Sammlungen) wichtige Texte aus dem Umkreis Gregors VII. enthalten, z. B. die Verbote der Laieninvestitur von 1078 oder die Dekretale Licet nova consuetudo.

### Gratian und Spätmittelalter (12.–15. Jahrhundert)
Das Decretum Gratiani entstand um 1140 in Bologna und verbreitete sich sehr rasch als Grundlagentext insbesondere des akademischen Unterrichts. Auch wenn es als Privatarbeit entstand und nie promulgiert wurde, etablierte es sich rasch als wichtigste Sammlung des kanonischen Rechts. Es wurde vielfach überarbeitet, durch sogenannte Palea erweitert, in Summae zusammengefasst und durch Glossen kommentiert.
Im weiteren 12. und 13. Jahrhundert entstanden zahlreiche weitere kanonistische Sammlungen, die meist als Dekretalensammlungen bezeichnet werden, weil sie überwiegend Auszüge aus päpstlichen Schreiben enthalten. Manche sind als Anhänge zu bestehenden Sammlungen angelegt worden, andere als eigenständige Werke. Unter den zahlreichen Sammlungen dieser Art sind die sogenannten Quinque compilationes antiquae (lat. „Die fünf alten Sammlungen“) wichtig, weil sie viel Material aufnahmen und ein Ordnungsmodell entwickelten, das im gesamten Spätmittelalter einflussreich blieb. Ab dem 13. Jahrhundert entstanden in päpstlichen Auftrag öffiziöse Sammlungen, deren kirchliche Verwendung durch entsprechende Mandate (wie Rex pacificus) oder durch Promulgation vorgeschrieben wurde. Auch sie enthalten überwiegend Dekretalen bzw. überarbeitete Auszüge aus diesen und prägten gemeinsam das Kirchenrecht bis weit in die Neuzeit; sie sind eng mit der Entstehung der Kanonistik als Wissenschaft verbunden. Der 1234 fertiggestellte Liber extra war die erste Dekretalensammlung, deren Verwendung an den Universitäten und in den Gerichten ausdrücklich vorgeschrieben wurde.
Das Decretum Gratiani, der Liber extra und vier weitere Dekretalensammlungen (der Liber Sextus von 1298, die Clementinen von 1317, die Extravaganten Johannes’ XXII. von 1325 sowie die Extravagantes communes) werden seit dem späten 15. Jahrhundert als Corpus Iuris Canonici bezeichnet, das als Grundlage des akademischen Unterrichts, der Rechtswissenschaft und der gerichtlichen Praxis diente. Im Lauf der Zeit entstanden verschiedene Glossen-Apprate zu allen diesen Sammlungen, deren wichtigster als Glossa ordinaria bekannt ist und mehrere Jahrhunderte lang an Universitäten und in der gerichtlichen Praxis verwendet wurde.
Neben den Dekretalensammlungen sind auch Sammlungen von Kanzleiregeln eine wichtige Gattung des spätmittelalterlichen Kirchenrechts. Auch die Beschlüsse der Konzilien des Spätmittelalters sind in dem Sinne Kanones-Sammlungen, dass sie die Kanones dieser Versammlungen verbreiteten. Allerdings waren vieler dieser Konzilien umstritten, was die Bedeutung dieser Sammlungen verminderte und in vielen Fällen dafür sorgte, dass nur ein Teil der Beschlüsse und auch diese nur in bestimmten Gegenden Rechtskraft erlangten. Ein Beispiel sind die Beschlüsse des Konzils von Basel, die in die Pragmatische Sanktion von Bourges übernommen wurden.

### Neuzeit (16.–20. Jahrhundert)
Nach dem 14. Jahrhundert wurde das Corpus Iuris Canonici nur in geringem Umfang durch neue Sammlungen ergänzt und blieb lange Zeit relativ unverändert. Die stark zunehmende Überlieferung der Sammlungen (oft in hunderten Abschriften) hat bislang eine detaillierte Erforschung, wie sie für die älteren Sammlungen teilweise vorliegt, sehr erschwert. Die notwendigen Studien zu den Handschriften verschiedener Gattungen (einschließlich kanonistischer Sammlungen) fehlen weitgehend.
Das Aufkommen des Buchdrucks sorgte zunächst für das Erscheinen neuer Sammlungen, dann vor allem für eine Stabilisierung sowohl des Umfangs als auch des Wortlautes der Sammlungen und der entsprechenden Glossen-Apparate. Ende des 15. Jahrhunderts erschienen nicht weniger als neun neue Dekretalensammlungen.
In der Zeit der Gegenreformation wurde dabei sogar die Verwendung einer bestimmten Ausgabe vorgeschrieben: Im Jahr 1582 wurde, nach langen Vorarbeiten, die sogenannte editio Romana veröffentlicht, eine in päpstlichem Auftrag neu erstellte Druckfassung des Corpus Iuris Canonici. Von ihrem Erscheinen bis zur Ablösung des Corpus Iuris Canonici durch den Codex Iuris Canonici von 1917 war im kirchlichen Gebrauch die Verwendung der editio Romana vorgeschrieben. Ähnliches galt für Sammlungen von Konzilsbeschlüssen, insbesondere denen der ökumenischen Konzilien, für die ebenfalls eine verbindliche römische Ausgabe erstellt wurde.
Die Beschlüsse des Tridentinum können ebenfalls als kanonistische Sammlung verstanden werden; sie wurden von Papst Pius IV. durch die Bulle Benedictus Deus bestätigt und zugleich mit einem Auslegungsverbot belegt. Für die Rechtsfortbildung wurden statt Dekretalen vor allem päpstliche Konstitutionen wichtig.
Seit der Kodifizierung des Kirchenrechts 1917 haben das Corpus Iuris Canonici und erst recht die älteren Kanones-Sammlungen keine relevante Rolle im kirchlichen Rechtsleben mehr.